# Прохладненский район
Прохла́дненский райо́н — административно-территориальная единица и муниципальное образование (муниципальный район) в составе Кабардино-Балкарской Республики Российской Федерации.
Административный центр — город Прохладный (в состав района не входит).

## География
Прохладненский район расположен в северо-восточной части Кабардино-Балкарии, в равнинной зоне республики. Граничит с землями Майского и Урванского районов на юге, с Баксанским районом на западе, а также с землями Кировского и Курского районов Ставропольского края на севере и с Моздокским районом Северной Осетии на востоке.
Площадь территории района составляет 1 341,97 км². Расстояние от районного центра (Прохладный) до столицы республики (Нальчик) составляет 57 км.
Рельеф
Рельеф земельных участков в районе представлен аккумулятивной наклонной равниной, имеющей слаборасчленённый и слабоволнистый характер, с общим понижением с юго-запада на северо-восток, в некоторых местах с общим постепенным понижением с запада на восток. В отдельных местах микрорельеф представлен в виде мелких овальных замкнутых понижений — блюдец. Крутизна склонов пашни колеблется от 1° до 2°. Среди пахотных массивов преобладают участки почти с идеальной квадратной формой. В геоморфологическом отношении территория района относится к равнинной зоне республики. Почвенный покров неоднороден и представлен южными чернозёмами, тяжёлыми почвами — суглинистыми, чернозёмно-малогумусными, тяжёло-суглинистыми, карбонатными, редко лугово-чернозёмными и другими.
Гидрология
Из рек протекающих по территории района, наиболее крупными являются: Малка, Баксан, Куркужин, Баксанёнок, Гедуко, Шакой и множество мелких рукавов и протоков, являющихся основными артериями для оросительных каналов. Также на территории района имеется развитая сеть оросительных каналов и искусственные водоёмы использующиеся для регулирования каналов. Наиболее крупными каналами на территории района являются — канал им. Ленина, Правобережный канал и Прохладненский канал.
Климат
Климат района, как и в целом на равнинной зоне республики — влажный умеренный. Летом температура достигает +27…+35°C, зимой температуры могут отпускаться до −15°C, но редко снижаются ниже −10°C. Коэффициент увлажнения составляет от 0,22 до 0,26, что значительно ниже оптимального в республике — 0,5. Это в первую очередь связано с тем, что восточная часть Прохладненского района подвержена тёплым ветрам и суховеям дующим с Ногайской степи и Прикаспийской низменности, чем остальная, более приподнятая территория республики.
В целом климатические условия благоприятны для возделывания всех зональных культур и многолетних насаждений при условии орошения. Вегетационный период длится 175—187 дней, сумма температур за этот период равна 342°C. Господствующими являются ветры восточных румбов, составляющие примерно 50 % общего времени ветров.
Полезные ископаемые
В Прохладненском районе имеются месторождения глины, песчано-гравийной смеси и строительного песка, также имеются разведанные залежи нефти.
Флора и фауна
Растительный покров района состоит из лесов, лугов, степей. Площадь, занятая лесом, по всей территории района составляет 54,76 км². Состав лесов по породам характеризуется преобладанием широколистных пород (дуб, ясень, ольха, клён и др.). Фауна района богата разнообразием зверей и птиц. Здесь распространены дикий кабан, заяц, лиса, ласка. Наиболее ценными из птиц являются фазан, куропатка, рябчик, перепел, белый лебедь. В озёрах района водятся сазан, карп, белый амур.

## История
22 марта 1924 года указом президиума КБАО, в результате разукрупнения Баксанского округа был образован — Прималкинский округ. В новообразованный округ было передано 10 сельсоветов.
В 1931 году Прималкинский округ был преобразован в Прималкинский район.
В марте 1932 года Прохладненский район был упразднён. Сельсоветы Прохладненского района: Екатериноградский, Приближненский, Солдатский и Прохладненский поселковый совет были переданы в Прималкинский район Кабардино-Балкарской автономной области. Кановский, Ростовановский и Эйгенгеймовский сельсоветы и участок зерносовхоза «Балтийский рабочий», переданы Моздокскому району. Советский сельсовет передан Георгиевскому району.
Постановлением Президиума ВЦИК от 29 декабря 1937 года и Постановлением Президиума исполкома КБАССР от 7 января 1938 года, в составе КБАССР был восстановлен Прохладненский район. В его состав были переданы населённые пункты ранее включённые в Прималкинский район, а также Пролетарский сельсовет и Прималкинский зерносовхоз.
В 1946 году в Прималкинский район передан Солдатский сельсовет, а из Прималкинского района в Прохладненский — сельсоветы Прималкинский и Ново-Полтавский.
Постановлением и Указом Президиума Верховного Совета КБАССР от 29 сентября 1959 года в Прохладненский район была передана территория упразднённого Прималкинского района.
28 мая 1962 года город Прохладный получил статус города республиканского подчинения и был выведен из состава района.
В 1963 году Прохладненский район преобразован в Прохладненский сельский район, на базе Прохладненского района и частей Баксанского и Майского районов с центром в городе Прохладном.
В 1965 году Прохладненский сельский район обратно преобразован в Прохладненский район и восстановлен в своих прежних границах. В том же году из состава района был выделен Прохладненский горсовет как самостоятельное административное образование в составе республики. При этом город Прохладный был оставлен административным центром Прохладненского района.
В 1992 году сельские советы были реорганизованы и преобразованы в сельские администрации. В 2005 году в районе были упразднены сельские администрации и образованы сельские поселения.

## Население
| 1970    | 1979    | 1989    | 2002    | 2010    | 2011    | 2012    |
| ------- | ------- | ------- | ------- | ------- | ------- | ------- |
| 35 186  | ↗38 174 | ↗39 951 | ↗46 425 | ↘45 533 | ↗45 539 | ↘45 398 |
| 2013    | 2014    | 2015    | 2016    | 2017    | 2018    | 2019    |
| ↗45 439 | ↘45 321 | ↘45 205 | ↘45 195 | ↘45 148 | ↗45 247 | ↘45 168 |
| 2020    | 2021    | 2023    | 2024    | 2025    |         |         |
| ↗45 454 | ↗49 655 | ↗49 860 | ↗50 159 | ↗50 432 |         |         |

Национальный состав
По данным Всероссийской переписи населения 2021 года:
| Народ                | Численность, чел. | Доля от всего населения, % | Доля от указавших нац-ть, % |
| -------------------- | ----------------- | -------------------------- | --------------------------- |
| русские              | 25 821            | 52,00 %                    | 52,88 %                     |
| кабардинцы (черкесы) | 15 279            | 30,77 %                    | 31,30 %                     |
| * кабардинцы         | 14 671            | 29,55 %                    | 30,05 %                     |
| * черкесы            | 608               | 1,22 %                     | 1,25 %                      |
| турки                | 3310              | 6,67 %                     | 6,78 %                      |
| балкарцы             | 1353              | 2,72 %                     | 2,77 %                      |
| цыгане               | 707               | 1,42 %                     | 1,45 %                      |
| другие               | 2354              | 4,74 %                     | 4,82 %                      |
| нет / не указано     | 831               | 1,67 %                     | -                           |
| всего                | 49 655            | 100 %                      | 100 %                       |

По данным Всероссийской переписи населения 2010 года:
| Народ                | Численность, чел. | Доля от всего населения, % | Доля от указавших нац-ть, % |
| -------------------- | ----------------- | -------------------------- | --------------------------- |
| русские              | 24 672            | 54,18 %                    | 54,55 %                     |
| кабардинцы (черкесы) | 12 787            | 28,08 %                    | 28,27 %                     |
| * кабардинцы         | 12 776            | 28,06 %                    | 28,25 %                     |
| * черкесы            | 11                | 0,02 %                     | 0,02 %                      |
| турки                | 2488              | 5,46 %                     | 5,50 %                      |
| балкарцы             | 1196              | 2,63 %                     | 2,64 %                      |
| украинцы             | 609               | 1,34 %                     | 1,35 %                      |
| цыгане               | 538               | 1,18 %                     | 1,19 %                      |
| осетины              | 478               | 1,05 %                     | 1,06 %                      |
| другие               | 2460              | 5,40 %                     | 5,44 %                      |
| нет / не указано     | 305               | 0,67 %                     | —                           |
| всего                | 45 533            | 100 %                      | 100 %                       |

Поло-возрастной состав
По данным Всероссийской переписи населения 2021 года:
| Возраст     | Мужчины, чел. | Женщины, чел. | Общая численность, чел. | Доля от всего населения, % |
| ----------- | ------------- | ------------- | ----------------------- | -------------------------- |
| 0 — 14 лет  | 5321          | 5120          | 10 441                  | 21,03 %                    |
| 15 — 59 лет | 14 842        | 14 990        | 29 832                  | 60,08 %                    |
| от 60 лет   | 3789          | 5593          | 9382                    | 18,89 %                    |
| Всего       | 23 952        | 25 703        | 49 655                  | 100,0 %                    |

Мужчины — 23 952 чел. (48,24 %). Женщины — 25 703 чел. (51,76 %).
Средний возраст населения — 37,2 лет. Средний возраст мужчин — 35,5 лет. Средний возраст женщин — 38,8 лет.
Медианный возраст населения — 36,0 лет. Медианный возраст мужчин — 34,4 лет. Медианный возраст женщин — 37,7 лет.

## Муниципальное устройство
В Прохладненский муниципальный район входят 19 муниципальных образований со статусом сельского поселения:
| №  | Сельское поселение        | Административный центр    | Количество населённых пунктов | Население | Площадь, км² |
| -- | ------------------------- | ------------------------- | ----------------------------- | --------- | ------------ |
| 1  | Алтуд                     | село Алтуд                | 1                             | ↗6243     | 77,63        |
| 2  | Благовещенка              | село Благовещенка         | 7                             | ↘1467     | 66,75        |
| 3  | Дальнее                   | село Дальнее              | 2                             | ↘1128     | 85,78        |
| 4  | станица Екатериноградская | станица Екатериноградская | 1                             | ↗3655     | 114,42       |
| 5  | Заречное                  | село Заречное             | 2                             | ↗1269     | 71,50        |
| 6  | Карагач                   | село Карагач              | 1                             | ↗6638     | 81,44        |
| 7  | Красносельское            | село Красносельское       | 4                             | ↗2150     | 72,41        |
| 8  | Малакановское             | село Малакановское        | 1                             | ↗547      | 21,53        |
| 9  | Ново-Полтавское           | село Ново-Полтавское      | 1                             | ↘1278     | 34,61        |
| 10 | станица Приближная        | станица Приближная        | 1                             | ↘1901     | 52,35        |
| 11 | Прималкинское             | село Прималкинское        | 5                             | ↗8047     | 52,12        |
| 12 | Пролетарское              | село Пролетарское         | 1                             | ↗2647     | 95,43        |
| 13 | Псыншоко                  | село Псыншоко             | 1                             | ↗789      | 9,98         |
| 14 | Советское                 | село Советское            | 1                             | ↗517      | 6,95         |
| 15 | станица Солдатская        | станица Солдатская        | 2                             | ↗5457     | 97,85        |
| 16 | Ульяновское               | село Ульяновское          | 3                             | ↗1571     | 67,64        |
| 17 | Учебное                   | село Учебное              | 3                             | →2469     | 110,25       |
| 18 | Черниговское              | село Черниговское         | 2                             | ↗994      | 30,82        |
| 19 | Янтарное                  | село Янтарное             | 2                             | ↘1665     | 45,81        |

## Населённые пункты
Распределение населения района
 с. Карагач (13,16 %) с. Алтуд (12,38 %) с. Прималкинское (11,23 %) ст. Солдатская (9,16 %) ст. Екатериноградская (7,25 %) Остальные (46,82 %)
В Прохладненском районе 41 населённый пункт.
| №  | Населённый пункт  | Тип          | Население | Сельское поселение        |
| -- | ----------------- | ------------ | --------- | ------------------------- |
| 1  | Александровский   | хутор        | ↘176      | Благовещенка              |
| 2  | Алтуд             | село         | ↗6243     | Алтуд                     |
| 3  | Благовещенка      | село         | ↘233      | Благовещенка              |
| 4  | Виноградное       | село         | ↘523      | Ульяновское               |
| 5  | Восточное         | село         | ↗306      | Дальнее                   |
| 6  | Гвардейское       | село         | ↘404      | Ульяновское               |
| 7  | Грабовец          | хутор        | ↘160      | Благовещенка              |
| 8  | Граничное         | село         | ↘426      | Красносельское            |
| 9  | Дальнее           | село         | ↗819      | Дальнее                   |
| 10 | Екатериноградская | станица      | ↗3655     | станица Екатериноградская |
| 11 | Заречное          | село         | ↗996      | Заречное                  |
| 12 | Карагач           | село         | ↗6638     | Карагач                   |
| 13 | Комсомольское     | село         | ↘526      | Янтарное                  |
| 14 | Красносельское    | село         | ↗1380     | Красносельское            |
| 15 | Лесное            | село         | ↗894      | Учебное                   |
| 16 | Малакановское     | село         | ↗547      | Малакановское             |
| 17 | Матвеевский       | хутор        | ↗284      | Прималкинское             |
| 18 | Минский           | хутор        | ↘181      | Благовещенка              |
| 19 | Ново-Вознесенский | хутор        | ↗223      | Прималкинское             |
| 20 | Ново-Осетинский   | хутор        | ↘392      | Благовещенка              |
| 21 | Ново-Покровский   | хутор        | ↗1426     | Прималкинское             |
| 22 | Ново-Полтавское   | хутор        | ↘1278     | Ново-Полтавское           |
| 23 | Ново-Троицкий     | хутор        | ↗208      | Прималкинское             |
| 24 | Петропавловский   | хутор        | ↘198      | Благовещенка              |
| 25 | Приближная        | станица      | ↘1901     | станица Приближная        |
| 26 | Придорожное       | село         | ↗166      | Красносельское            |
| 27 | Прималкинское     | село         | ↗5664     | Прималкинское             |
| 28 | Прогресс          | село         | ↘269      | Заречное                  |
| 29 | Пролетарское      | село         | ↗2647     | Пролетарское              |
| 30 | Псыншоко          | село         | ↗789      | Псыншоко                  |
| 31 | Саратовский       | хутор        | ↘380      | Черниговское              |
| 32 | Советское         | село         | ↗517      | Советское                 |
| 33 | Солдатская        | ж.-д.станция | ↘655      | станица Солдатская        |
| 34 | Солдатская        | станица      | ↗4622     | станица Солдатская        |
| 35 | Степное           | село         | ↘200      | Красносельское            |
| 36 | Ульяновское       | село         | ↗605      | Ульяновское               |
| 37 | Учебное           | село         | ↗1264     | Учебное                   |
| 38 | Цораевский        | хутор        | ↘108      | Благовещенка              |
| 39 | Черниговское      | село         | ↗598      | Черниговское              |
| 40 | Шарданово         | ж.-д.станция | 367       | Учебное                   |
| 41 | Янтарное          | село         | ↗1134     | Янтарное                  |

Упразднённые населённые пункты
- Эрастов (Попов; также Эристов), до 1917 — Терская обл., Моздокский окр.; в сов. период — Орджоникидзевский край, Советский/Курский/Прохладненский р-н. Лют. хутор, осн. в 1890. На прав. берегу Сухопадинского канала, в 65 км к сев.-зап. от Моздока. Лют. приход Пятигорск. Жит.: 27 (1914), 60/56 нем. (1926)[35].

## Местное самоуправление
Администрация Прохладненского муниципального района: город Прохладный, ул. Гагарина, д. 47.
Структуру органов местного самоуправления муниципального образования составляют:
1. Совет местного самоуправления Прохладненского муниципального района — выборный представительный орган района;
2. Председатель совета местного самоуправления Прохладненского муниципального района — высшее должностное лицо района;
3. Местная администрация Прохладненского муниципального района — исполнительно-распорядительный орган района;
4. Глава местной администрации Прохладненского муниципального района — глава исполнительной власти в районе.

Глава местной (районной) администрации
- Ломов Максим Сергеевич (с 19 декабря 2024 года)

Председатель районного совета местного самоуправления
- Бирюков Владимир Иванович (с 18 декабря 2006 года)

## Экономика
Прохладненский район — один из передовых сельскохозяйственных районов республики. Основу промышленности района составляют пищевая и перерабатывающая промышленность.
Из недр земли добываются различные полезные ископаемые, из которых наиболее интенсивно добываются строительные пески, суглинки, нефть и др.

## Транспорт
На территории района расположены узловые железнодорожные станции — Солдатская, Шарданово, Прохладная, а также остановочные пункты Неволька, «1925 км», «4 км», «7 км» Приближний и «Екатериноградский» Северо-Кавказской железной дороги.
Через район проходит автотрасса федерального значения «Прохладный — Баксан — Эльбрус» А-158, автотрасса регионального значения: «Ставрополь — Прохладный — Моздок — Кизляр — Крайновка» Р-262, а также автодороги республиканского значения.
Сельские населённые пункты имеют налаженную рейсовую связь с районным центром — Прохладный. Также имеется прямое автобусное сообщение районного центра с городами Нальчик, Пятигорск, Москва, Краснодар и Моздок.

## Средства массовой информации
- Издаётся районная газета «Прохладненские известия», тиражируемая на территории района и освящающая события, происходящие в нём. Выпускается раз в неделю.
- Официальный сайт администрации муниципального района.
- Официальные страницы администрации в популярных социальный сетях.